# Scientific Man versus Power Politics
Scientific Man versus Power Politics est un livre de 1946 du théoricien des relations internationales réaliste classique Hans Morgenthau. Son livre est probablement celui le plus empreint d'une philosophie réaliste et d'une critique d'une position qu'il appelle le « rationalisme libéral ». 

## Thèse de l'ouvrage
Morgenthau soutient que la croyance du libéralisme en la raison humaine s'était révélée déficiente en raison de la montée de l'Allemagne nazie et que l'accent mis sur la science et la raison comme voies vers la paix signifiait que les États perdaient le contact avec les traditions historiques de l'art de gouverner.  L'ouvrage fait de Morgenthau le principal représentant moderne d'une vision hobbesienne de la nature humaine dans l'érudition des relations internationales.
Bien que l'association contemporaine entre le (néo)réalisme et le positivisme, le livre est considéré comme une critique des tentatives de placer la politique sur une base « scientifique » dans des œuvres telles que New Aspects of Politics de Charles Merriam.

## Réception
Le sociologue Read Bain a donné au livre une critique dans Social Forces.